# Berettő
Berettő (szlovákul: Bracovce) község Szlovákiában, a Kassai kerület Nagymihályi járásában.

## Fekvése
Nagymihálytól 15 km-re délnyugatra, az Ondava mellett fekszik.

## Története
1227-ben „Berethe” alakban említik először. 1272-ben IV. László király Berettő határát Zempléni Jakabnak adja. 1280-ban az Aba nembeli Amadé birtoka. 1324-ben Monaky Istváné, majd a Dobi családé. 1425-ben az Izsépi, Cselei, Dobi, Ricsei, Beke és Orosz családok a birtokosok. 1437-től 1500-ig a Zádorházy, Lengyel, Nátafalusi, Csontoso, Perényi, Csupor, Csanády családok tulajdona. Később az Istvánffi, Rákóczi, Malikóczy és Drugeth családoké. 1582-ben öt portát számláltak a faluban. A 17. században a Tussay, Kozmay, Nagymihályi és Bay családé. 1650-től a Bornemisszák is birtokosok. 1715-ben 3 lakott és 8 lakatlan ház állt itt. 1770-ben Aisdorfer Sámuel szerez birtokjogot a településen. A 18. században Kazinczy András is birtokos, aki két kúriát is építtet itt. 1787-ben 36 házában 375 lakos élt.
A 18. század végén Vályi András így ír róla: „BERETÖ. Brezejov. Elegyes falu Zemplén Vármegyében, birtokosai Aiszodorfer, Kazinczy, és más Urak, fekszik Pazdistól nem meszsze, Vásárhelynek szomszédságában, mellynek filiája, lakosai katolikusok, és reformátusok. Határja három nyomásbéli, ’s minden féle gabonát bőven terem, réttyei jók, legelője elég, fája mind a’ két féle, malmai a’ szomszédságban, és helyben; alkalmatos piatzozása Nagy Mihályon; első Osztálybéli.”
1828-ban 50 ház állt a faluban 398 lakossal. 1831-ben súlyos kolerajárvány pusztított.
Fényes Elek 1851-ben kiadott geográfiai szótárában így ír a faluról: „Berető, tót-orosz falu, Zemplén vgyében, Vásárhely fiókja 72 r., 124 g. kath., 69 evang., 106 ref., 13 zsidó lak., 471 hold szántóföld. F. u. Kazinczy. Ut. p. Nagy-Mihály.”
1891-ben a falu leégett. Borovszky Samu monográfiasorozatának Zemplén vármegyét tárgyaló része szerint: „Berettő, tót kisközség 141 házzal és 812 lakossal, kiknek legnagyobb része ág. h. evangélikus. Szintén ősrégi község, mely 1280-ban az Aba nembeli Omode nádor fiaié. I. Károly 1324-ben Berethe néven Tholdi István mesternek adományozza, de még ugyanabban az évben Monaky István szerzi meg. Később a Dobi család is birtokosa lesz. 1392-ben az egri káptalan egyik bizonyság-levelében Berethey alakban van említve. 1405-ben az Isépi, Cselei és Dobi családoké, de két évvel később Csebi Orosz Jakabot is valamely itteni részbirtokba iktatják. 1425-ben a Ricsei és a Beke családokat is itt találjuk. 1437-ben Zádorházi László és János, a Lengyel család, 1460-ban a Nátafalusi Csontosok, tíz évvel később pedig Perényi István és Monoszlói Csupor István a földesurai, 1499-ben Csanádi György, 1507-ben Sempsei Ferencz s egy évvel később Istvánffi István. 1520-ban Rákóczy Zsigmond és Ferencz birtoka, 1587-ben Malikóczy Miklósé és Gáboré, 1598-ban Drugeth Györgyöt iktatják az egyik rész birtokába és az ez évbeli összeírásban a Drugetheken kívül még Rákóczy Zsigmond és Ferencz, Tussay Miklós és Sándor, Kozmay Tamás, Nagymihályi István és Bay Ferencz is birtokosaiként emlittetnek. Mindeddig községként szerepelt, de 1635-ben, a mikor Rákóczy András és Zékely Anna az ura, már csak praediumként van említve. 1637-ben ismét Drugeth György kap rá adománylevelet. 1650-ben Bornemisza Mihályt is valamely rész birtokába iktatják; 1774-ben pedig már csak Aiszdorfer Sámuelt találjuk birtokosúl említve. A mult század elején a Kazinczyaké és az Aiszdorfer családé, most pedig Kazinczy Arthurnak van itt nagyobb birtoka és két kúriája, melyek közül az egyiket Kazinczy András alispán 1840-ben építtette; ebben 2000 kötetet meghaladó könyvtár van. A másik kúriát is a Kazinczyak építtették és itt született Kazinczy Gábor, kinek emlékkönyvét Kazinczy Arthur nagy kegyelettel őrzi. Ebbe az emlékkönyvbe korának legkiválóbb alakjai írták érdekes és jellemző sorokat, többek között Szemere Pál, Vachott Sándor, Egressy Gábor, Laborfalvy Róza, Petőfi Sándor, Kuthy Lajos, Balogh Pál, Császár Ferencz, Arany János, Szvorényi Mihály, Toldy Ferencz, Irinyi, Szigligeti és Kossuth Lajos, ki a következő jellemző sorokat írta: »Nem szeretem az albumok szokását. Ki az embereket egy kissé ismeri, undorodnia kell az "örök", a "mindent áldozni kész" barátság emphatikus igéreteitől, mik ily lapokon úton-útfélen hazudtatnak és mosolyognia a gyermekes hiúságon, mely egy néviratgyűjtő passiójától igéri nevének az emlékezetet, mire talán családja szűk körén túl egy napig sem számolhat. Nem szeretem az albumokat. Gyönge barátság, melynek a kötelező levélre van szüksége, mit különben is sem Isten, sem ember nem honorál; nevetséges hiú, ki saját nevébe beleszeretett. Én még sohasem írtam albumba levelet. De Ön kivánja és pietást köt papirjához. Írva van valahol, hogy a vonzalomnak legfőbb tanúsága, azt is teljesíteni, a mit nem helyeslünk. Vegye kérem ön ily tanúságnak, hogy haszontalan nevem itt áll; s engedje kérnem, hogy ne tépje ki, hanem üsse mellé a gyalázat bélyegét, ha valaha más úton járok, mint a mely nevemet albumában látni Önnel megóhajtatá. Pest, Márcz. 21. 1842.« A községben, mely 1891-ben egészen leégett, nincs templom. Berettő közelében feküdt hajdan Új-Őr község is, mely 1403-ban a Ronyvai és a Miszlai családok birtoka volt. 1405-ben az Isépi, Cselei és a Dobi családoké, részben azonban a szerencsi apátságé. Egy másik részt 1450-ben a Csicseri családbeliek bírnak; ez azonban 1487-ben már a Ráskai Balázs zálogos birtoka. A községben sajtgyár van, mely a Gelber Ulriké. Postája, távírója és vasúti állomása Bánócz.”
1920-ig Zemplén vármegye Nagymihályi járásához tartozott.

## Népessége
| Év:            | 1994. | 2004.   | 2014.   | 2024.   |
| -------------- | ----- | ------- | ------- | ------- |
| Emberek száma: | 959   | 942     | 935     | 968     |
| Eltérés:       |       | -1,77 % | -0,74 % | +3,52 % |

| Év:            | 2023. | 2024.   |
| -------------- | ----- | ------- |
| Emberek száma: | 965   | 968     |
| Eltérés:       |       | +0,31 % |

1910-ben 861-en, többségében szlovák anyanyelvűek lakták, jelentős magyar kisebbséggel.
2001-ben 937 lakosából 893 szlovák és 40 cigány volt.
2011-ben 960 lakosából 870 szlovák és 16 cigány volt.